# ابرومیان
در بدن انسان به فاصله میان دو ابرو که بالای بینی قرار دارد اَبرومیان (نام علمی: glabella) گفته می‌شود. ابرومیان کمی فرورفته است و دو کمان ابرو را به هم پیوند می‌دهد.
مقدار رشد مو بر روی پوست ناحیه ابرومیان به پیشینه ژنتیکی فرد و نژاد و تبار او بستگی دارد. اگر موهای میان‌ابرو زیاد باشد ابروها به صورت ابروی پیوسته درمی‌آیند.
به هم کشیدن ابروها و در نتیجه چین دادن به پوست ابرومیان می‌تواند نشانه‌ای از تعجب، خشم، یا جدیت باشد. مزه ترش بیش از اندازه یا تابیدن مستقیم آفتاب بر چشم نیز می‌تواند باعث جمع شدن ابرومیان شود.

## در پزشکی
از ابرومیان در اندازه‌گیری آماسیدگی پوست در بیمارانی که در آن‌ها احتمال کم‌آبی بدن می‌رود استفاده می‌شود.
بلندی پیشانی در بین دو ابرو از مشخصه‌های مهم تمایز بین زنان و مردان است و بنابراین از این داده‌ها در باستان‌شناسی و تعیین جنسیت در پزشکی قانونی از روی بقایای اسکلتی استفاده می‌شود. همچنین در انسان‌شناسی، ابرومیان نقطه مهم اندازه‌گیری ریخت‌شناسی برای طول سر و اندازه جمجمه است.
در سال های اخیر، عمل زیبایی تراش استخوان ابرو با هدف تغییر شکل یا کاهش برجستگی ابرومیان در برخی کشورها از جمله ایران رایج شده‌ است. این جراحی معمولاً به منظور ایجاد چهره‌ای متقارن تر یا ظاهری نرم تر انجام می‌شود و در مراکز تخصصی جراحی پلاستیک صورت به صورت رسمی ارائه می‌گردد. این جراحی معمولاً تحت بیهوشی عمومی انجام شده و نتایج آن دائمی است.

## در سه‌لَپی‌ها

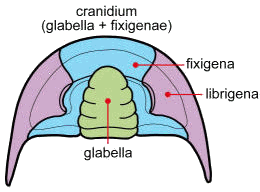

واژه علمی که برای ابرومیان کاربرد دارد یعنی گلابلا (glabella) برای بخشی از بدن سه‌لَپی‌ها (تریلوبیت‌ها)، جانداران بندپای دیرینه‌زیستی، نیز به‌کار می‌رود. در این معنی، این واژه به معنای میان‌رُخ است که توسط گونه ثابت صورت یا برجارُخ fixigena احاطه شده‌است. برجارخ به نوبه خود توسط گونه آزاد صورت یا رَهارخ librigena احاطه شده‌است. رهارخ به هنگام پوست‌اندازی یا پس از مرگ از بدن جدا می‌شود.